# Марн
 Тази статия е за департамента във Франция.  За реката вижте Марна.  
Марн (на френски: Marne) е департамент в североизточна Франция, регион Гранд Ест. Образуван е през 1790 година от южните части на провинция Шампан и получава името на река Марна. Площта му е 8162 км², а населението – 572 969 души (2016). Административен център е град Шалон ан Шампан.
Винарните на Шампан, произвеждащи световноизвестното шампанско, се намират в Марн.